# Matthaeus Platearius

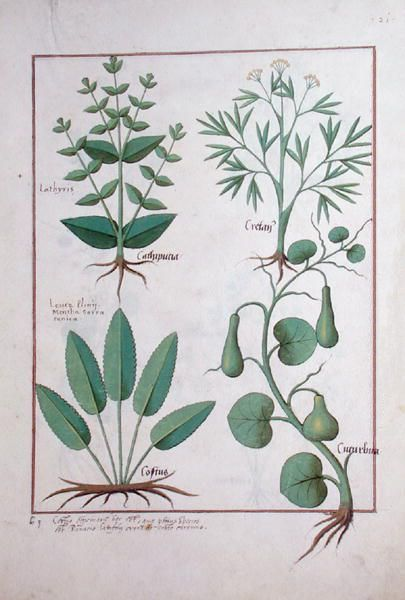
Euphorbia lathyris, en el Libro de las medicinas simples.

Matthaeus Platearius fue un médico de la escuela de medicina de Salerno, de quien se cree que escribió el manuscrito en latín del siglo XII de plantas medicinales titulado Circa Instans, también conocido como Liber de Simplici Medicina (Libro de las medicinas simples), más tarde traducido al francés como Livre des simples médecines. Es a la vez una lista alfabética y un manual sencillo basado en el Vulgaris de Dioscórides, que describe la apariencia, preparación y utilización de diversos fármacos. Fue muy aclamado, y uno de los primeros libros de plantas medievales publicado gracias al proceso de impresión de nueva creación desarrollado en 1488. Ernst Meyer consideró que era similar a los textos de Plinio y Dioscórides, mientras que George Sarton pensaba que es una mejora del De Materia Medica.
Matthaeus y su hermano Johannes fueron los hijos de Trotula, una doctora italiana de la escuela de Salerno. Se conjetura que Trotula fue la que escribió algunos importantes tratados de ginecología, incluyendo Passionibus mulierum curandorum.